# Accident ferroviaire de Montreuil-Bellay
L'accident ferroviaire de Montreuil-Bellay a eu lieu dans le département de Maine-et-Loire le 23 novembre 1911, au point kilométrique (PK) 94,5 de la ligne de Loudun à Angers-Maître-École, sur une section inaugurée en février 1877 et incorporée dès 1878 au réseau de l'État. Un pont sur la rivière Thouet, en crue, s'est effondré au passage d'un train, faisant quatorze morts. Survenant quatre ans après l'effondrement lui aussi meurtrier d'un autre pont de la même ligne aux Ponts-de-Cé, l'évènement suscita un tollé contre l'État entrepreneur de chemin de fer.

## Les circonstances
Depuis plusieurs jours, l'Ouest de l'Europe était affecté par une perturbation météorologique associant pluies abondantes et vents violents. Dans le bassin de la Loire, les rivières étaient en crue, et à proximité de Montreuil-Bellay, la continuité et la sécurité de la circulation sur la ligne de chemin de fer venant d'Angers  suscitaient l'inquiétude. En effet, les eaux du Thouet, qui avaient monté de 1,20 mètre dans la journée du 22 novembre, dépassaient de 47 centimètres le niveau de la crue de 1906, jusque-là le plus haut jamais mesuré. Elles affleuraient la plateforme, et on pouvait craindre qu'elles ne fragilisent les ouvrages construits dans la vallée, un remblai de près de trois kilomètres et un pont, dit de Lenay, franchissant la rivière par deux travées métalliques de 54 mètres de portée. Aussi, après inspection de détail par des techniciens de la voie, la circulation des trains de marchandises avait-elle été suspendue, et une procédure de pilotage de ceux de voyageurs mise en place à compter du 23 novembre entre la halte de Vaudelnay-Rillé-Puy-Notre-Dame et Montreuil-Bellay.
Ce jour-là, le train omnibus 405 était parti à 5 h 2 d'Angers pour Poitiers où son arrivée était prévue à 10 h 18. Il était tiré par deux locomotives de type 030 avec tender et comprenait cinq voitures de voyageurs, une de première classe, deux de deuxième et deux de troisième, encadrées par quatre fourgons, dont deux transportant des animaux. À Vaudelnay-Rillé, comme prévu, trois agents de la voie étaient montés, un brigadier comme pilote sur la locomotive de tête, et deux poseurs dans une voiture. Le convoi s'était alors engagé à environ six kilomètres à l'heure sur le remblai puis, accélérant sa marche, sur le pont. Il avait presque atteint l'autre rive lorsque, vers 7 h 15, la pile centrale bascula et les deux travées du tablier se couchèrent dans les flots, entraînant dans leur chute les deux machines et leurs tenders, les deux fourgons de tête, la voiture de première classe et les deux de troisième.

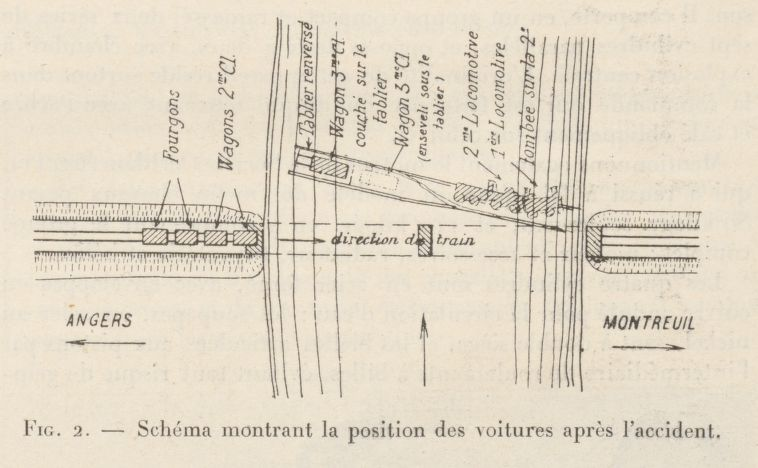
Schéma du pont effondré publié dans la revue Le Génie civil du 23 décembre 1911.

Sous l'effet des torsions engendrées par l'effondrement, les travées métalliques s'étaient désarticulées et firent verser dans la rivière la voiture de première classe et les deux fourgons de tête qui furent emportés par le courant et allèrent se fracasser contre des arbres plusieurs centaines de mètres plus loin, alors que les autres véhicules engagés sur le pont en demeurèrent prisonniers. Les deux machines, leurs tenders et une voiture de troisième classe, coincés dans les débris enchevêtrés, furent totalement engloutis, mais l'autre voiture de troisième classe, dernière à être entrainée dans la chute, fut retenue par les entretoises d’extrémité du tablier et resta demi-immergée, couchée sur le côté en équilibre instable au milieu des flots.
Leur attelage avec la tête du train s'étant rompu, les deux voitures de deuxième classe et les deux fourgons de queue s'arrêtèrent au bord du vide sur la culée côté Angers, bloqués par le frein à air. Le chef de train Rabier, seul cheminot sorti indemne de l'accident, partit alors vers Vaudelnay chercher du secours.

## Les secours et le bilan
Parmi les occupants du train emportés par le courant, quelques-uns avaient réussi à surnager et à s'accrocher à des branchages. Au lever du jour, des habitants des environs parvinrent à les recueillir en barque. La presse de l'époque se plut notamment à relater le sauvetage du mécanicien de la locomotive de tête, M. Bernard, du dépôt de Thouars, seul survivant des deux équipes de conduite, grimpé dans un arbre au bord de l'épuisement et la jambe fracturée, après avoir dérivé agrippé à un porc emporté avec lui par les flots.
Sur le flanc de la voiture de troisième classe émergeant des eaux, treize passagers avaient pu se hisser, mais la violence du courant s’engouffrant dans la trouée du pont leur interdisait de quitter leur refuge. Depuis la culée située côté Angers, les premiers sauveteurs leur lancèrent des cordages, établissant un va-et-vient rudimentaire par lequel ils tentèrent de les évacuer. Toutefois, après un premier essai réussi, l'installation se rompit lors du second, précipitant dans les flots la personne en cours de transfert, un négociant local qui fut emporté et se noya. Après cet échec, on se contenta de faire passer aux prisonniers transis de la nourriture et des vêtements, dans l'attente de l'arrivée de moyens de secours plus adaptés. Ceux-ci avaient été demandés  au 6e régiment du génie, en garnison à Angers, qui à douze heures trente dépêcha sur les lieux par train spécial une soixantaine d'hommes dotés de matériel. Arrivés trois heures plus tard, les pontonniers,après plusieurs vaines tentatives, parvinrent à faire dériver un bateau jusqu'à l'épave et à l'y arrimer afin de transférer en sécurité les onze rescapés pour les ramener à terre à seize heures vingt.

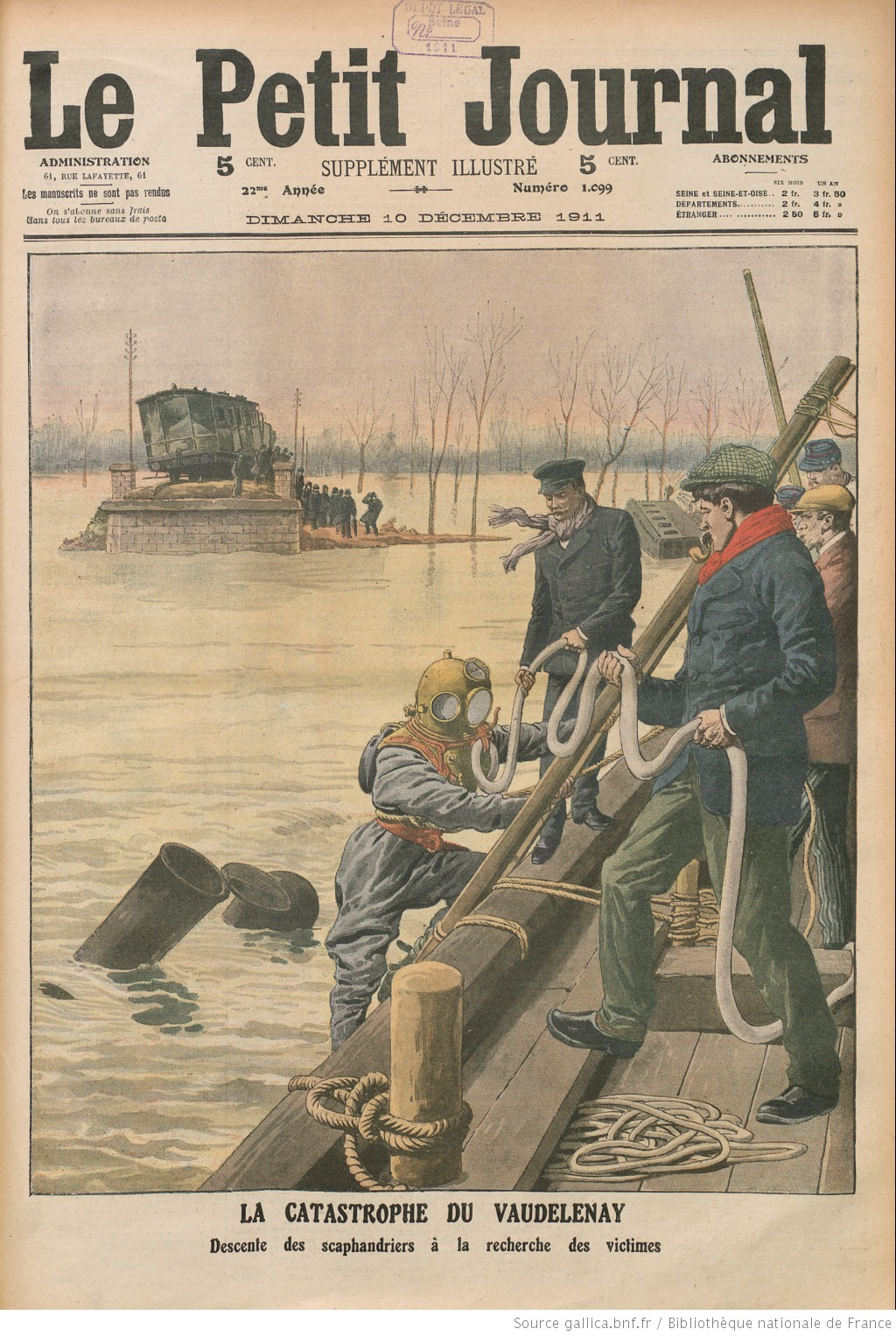
Les recherches après l'accident de Montreuil-Bellay vues par le dessinateur du supplément illustré du Petit Journal.

L'incertitude régna longtemps sur le nombre des victimes. La rumeur courait que le train était bondé, et transportait notamment vingt-cinq territoriaux montés au fil des arrêts, si bien que les jours suivant la catastrophe, on  estimait généralement à au moins trente, voire quarante, le nombre des morts. Toutefois, une semaine après, seuls huit corps avaient pu être récupérés, car malgré l'ouverture de toutes les vannes des moulins et des trois écluses situés en aval, la persistance de la crue gênait toujours la recherche des victimes. Sous la direction des artificiers du Génie, des scaphandriers avaient réussi à fragmenter le tablier à la mélinite et à en remonter une portion de travée, mais la seconde voiture de troisième classe, dans laquelle demeuraient des victimes, restait coincée au fond de l'eau dans les poutrelles enchevêtrées de la cage du pont, et les treuils et palans des sauveteurs ne parvenaient pas à l'en extraire. En désespoir de cause, afin de hâter la décrue, il avait été envisagé de faire araser à la mélinite par les sapeurs du Génie d'Angers les barrages de pierre des moulins de Montreuil-Bellay et de La Salle, appartenant à M. de Grandmaison, député-maire. Toutefois, le propriétaire tardant à donner son autorisation, on renonça finalement à l'opération. Il fallut attendre encore plusieurs mois, au cours desquels on repêcha de temps à autre des cadavres à plusieurs kilomètres des lieux de la catastrophe, pour établir à quatorze morts, dont sept cheminots, son bilan définitif.
Entretemps, avait eu lieu à Montreuil-Bellay le 27 novembre  une cérémonie d'obsèques des cinq premières victimes retrouvées, célébrée par l'évêque d'Angers en présence d'un représentant du ministre, du sous-préfet de Saumur, des élus nationaux et locaux et de M. Albert Claveille, directeur des chemins de fer de l'État.

## La recherche des causes
Par pure coïncidence, l'évènement avait eu lieu le jour où commençait la discussion sur une interpellation au Sénat du ministre des transports, M. Victor Augagneur par M. Léon Jénouvrier, sénateur d'Ille-et-Vilaine, dénonçant la manière dont était exploité le réseau de l'Ouest-Etat. À l'annonce de l'accident, celui-ci, estimant que «les ponts ne se laissent pas emporter sans crier gare» et que c'est «le devoir de l'administration» de les surveiller, réclamait des explications circonstanciées sur les causes de la nouvelle catastrophe.
L'enquête judiciaire sur les responsabilités fut confiée à M. Marchesseau, juge d'instruction à Saumur, assisté de trois experts, un entrepreneur de travaux publics et deux ingénieurs, l'un des ponts et chaussées, l'autre des mines. En parallèle, le ministre des travaux publics créa par arrêté une commission d'enquête spéciale de trois membres présidée par le vice-président du conseil général des ponts et chaussées avec pour mission la recherche de toutes les causes de l'accident.
Dès le 24 novembre, la direction des chemins de fer de l'État avait transmis à l'Agence Havas un communiqué indiquant qu'elle n'avait « jamais reçu aucun rapport lui signalant que le pont sur le Thouet fût en mauvais état; ce pont avait tout récemment subi les épreuves réglementaires, qui avaient donné des résultats satisfaisants ». En effet, depuis le début de l'inondation, les préoccupations des services de la voie  avaient surtout porté sur la résistance du remblai côté Angers, d'une longueur de 1,3 kilomètre, qu'ils surveillaient étroitement, notamment parce qu'il avait déjà donné des signes de faiblesse lors de la crue de 1906. En revanche, ils n'avaient manifestement pas envisagé une possible défaillance du pont, comme en témoignait l'ordre d'augmenter la vitesse donné par l'agent chargé du pilotage une fois le train parvenu sur celui-ci. L'ouvrage leur semblait sans doute d'une solidité suffisante depuis qu'en août 1910, la période des basses eaux avait été mise à profit à la fois pour renforcer les enrochements entourant les fondations de la pile et remettre à neuf les palplanches de bois protégeant sa maçonnerie.
C'est pourtant lorsque le train était arrivé au milieu du tablier que celui-ci s'était effondré, la pile le soutenant donnant l'impression, selon le mécanicien Bernard, de se dérober doucement en se renversant à partir de sa base. Les explications contradictoires données sur les causes de cette défaillance ne permettent pas de les déterminer avec une totale certitude. Dès le lendemain de l'accident, le témoignage du mécanicien et l'affirmation par un géologue local, Ernest Préaubert, que le terrain choisi était « le plus détestable au monde pour construire un pont », donnèrent à penser que la cause de l'effondrement résidait dans le basculement de la pile d'une seule pièce, fondations comprises, sous l'effet combiné du travail des eaux et du poids du train. Cette hypothèse fut confirmée par une étude publiée un mois plus tard dans la revue Le Génie civil, affirmant que la chute de la pile avec sa base de béton avait été provoquée par les affouillements produits par le courant.
Cette analyse attribuant l'accident à des causes naturelles est toutefois doublement contredite par les faits. D'une part, lorsque les scaphandriers purent explorer les lieux trois jours après l'accident, ils  constatèrent que la pile reposant sur le lit de la rivière était brisée un mètre cinquante au-dessus de ses fondations. D'aucuns en conclurent alors que ce n'était pas le terrain, mais la solidité de la construction qui était en cause. D'autre part, un an plus tard, au vu du rapport d'enquête déposé par la commission qu'il avait nommée, le ministre des travaux publics, mettant en cause la compagnie privée à laquelle l'État avait succédé, annonça à la Chambre des députés en décembre 1912 que la pile écroulée n'avait pas été réalisée conformément au plan homologué par son administration, et que les constructeurs avaient « sciemment, par économie, exécuté une malfaçon », sans autre précision.
Quels qu'aient été les facteurs déterminants de la fragilité de la pile, il est en tous cas probable que leurs effets furent aggravés par le poids du convoi engagé sur le pont. En effet, celui-ci comportait en tête deux locomotives avec tender, soit une charge d'environ 120 tonnes, alors qu'une seule aurait suffi à sa traction. Il semble que la seconde ait été ajoutée par simple commodité, afin de la renvoyer avec son équipe vers Thouars, son dépôt d'origine, mais on pouvait s'étonner d'un tel choix alors même que les inquiétudes suscitées par l'inondation avaient quelques jours plus tôt conduit les responsables du trafic à suspendre la circulation des trains de marchandises. Les risques encourus étaient d'autant plus grands que comme le faisaient remarquer nombre de spécialistes, les ouvrages de la ligne, initialement conçus pour un trafic léger, n'avaient toujours pas été renforcés alors que son utilisation était devenue intensive.

## Les suites

### Critique contre l'État entrepreneur de transports
Comme chaque accident survenu sur le réseau de l'État, celui-ci contribua à alimenter la polémique sur l'exploitation publique des chemins de fer. En effet, la doctrine libérale à l'époque dominante considérait l'activité ferroviaire comme une entreprise économique relevant naturellement de l'initiative privée.
Ainsi, sous la signature d'Alceste, l'éditorialiste du journal La Presse évoquant la catastrophe dans un billet intitulé « Les bienfaits de l'État » écrivait-il : « L'État fera nécessairement plus mal que les autres par cette raison, excellente et péremptoire, qu'il est l'État ». Lui reprochant son irresponsabilité puisqu'il fait payer les contribuables et se juge lui-même, il concluait : « l'État contrôleur, parfait, avec tout son formalisme ; mais l'État fabricant, ou l'État transporteur, il n'en faut pas. Ça coûte trop cher ».

### Amorce d'une remise à niveau des ouvrages du réseau
L'effondrement du pont avait une fois de plus confirmé le délabrement des réseaux repris par l'État et l'urgence des vérifications et travaux à y effectuer pour garantir la sécurité.
Ainsi, à la demande des parlementaires locaux, le viaduc de Thouars, situé sur la même ligne, fut inspecté par les services du contrôle, et même s'il fut déclaré globalement en bon état, on procéda au renforcement de son tablier en posant de nouveaux longerons et entretoises.

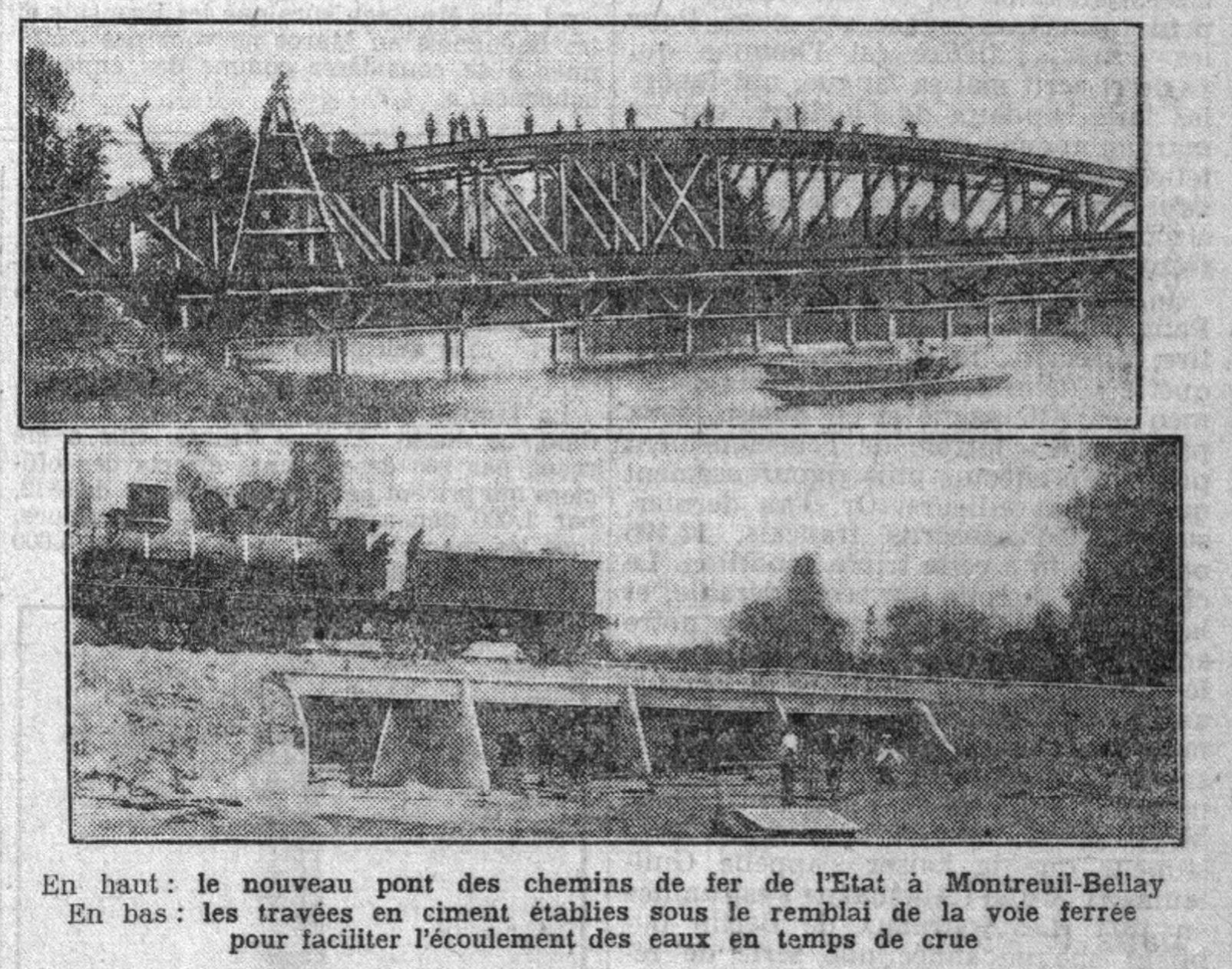
Photos des nouveaux ouvrages de Montreuil-Bellay dans Le Petit Parisien du 8 septembre 1912.

Plus généralement, c'est à la prise de conscience du nécessaire effort de remise à niveau de l'ensemble du réseau que conduisit la catastrophe de Montreuil-Bellay. Quelques jours plus tard en effet, le Directeur des chemins de fer de l'État, M. Claveille, le reconnaissait en indiquant avec une certaine franchise, citant comme exemple le viaduc d'Eauplet près de Rouen, sur lequel 800 fissures étaient répertoriées, que compte tenu du nombre d'ouvrages en mauvais état à reconstruire en totalité, il fallait bien continuer à les utiliser en prenant les précautions nécessaires.

### Reconstruction du viaduc
Après l'accident, un terminus provisoire avait été établi côté Angers au passage à niveau 147, avec transbordement des voyageurs et des bagages par automobile entre cette gare et celle de Montreuil-Bellay. En revanche, le trafic des marchandises était interrompu, et s'était reporté sur le réseau d'Orléans. L'État ayant décidé de rétablir au plus vite la ligne pour récupérer sa clientèle et surtout d'en permettre l'utilisation pour le déroulement des grandes manœuvres militaires de l'Ouest du 11 au 18 septembre 1912, la construction d'un nouveau pont fut donc étudiée et réalisée dans des délais exceptionnellement courts. L'emplacement choisi pour son implantation, la conception du remblai et de l'ouvrage lui-même prirent en compte les leçons tirées de la catastrophe avec le souci de faciliter au mieux l'écoulement des eaux, notamment lors des crues.
Durant la Seconde Guerre mondiale, le pont sur le Thouet près de Montreuil-Bellay fut dynamité par les Allemands en retraite. Le viaduc sur la Loire ayant été détruit par un bombardement en 1944, ces deux ouvrages ne furent jamais reconstruits et la ligne fut définitivement fermée entre Angers et Montreuil-Bellay en 1950.